# Майже сімнадцять
«Майже сімнадцять» (англ. The Edge of Seventeen) — американський художній фільм режисера і сценариста Келлі Фремон, який вийшов у 2016 році.

## Сюжет
Для Надін життя в школі стає ще більш нестерпним, коли її найкраща подруга Кріста починає зустрічатися з її старшим братом.

## У головних ролях
- Гейлі Стайнфільд — Надін Франклін
- Гейлі Лу Річардсон — Кріста
- Блейк Дженнер — Доріан Франклін
- Кіра Седжвік — Мона Франклін
- Вуді Гаррельсон — містер Брюнер
- Гейден Сето — Ервін Кім
- Александер Калверт — Нік Моссман
- Ерік Кінлезід — Том Франклін
- Мередіт Монро — Грір Брюнер